# Comedy Club Bremen
Der Comedy Club ist  eine Veranstaltungsreihe in Bremen, in der verschiedene Stand-up-Künstler Auszüge aus ihren aktuellen Programmen zeigen.
Moderiert wird der Comedy Club Bremen im Wechsel von Malte Janssen, Tine Kuntze, Christopher Kotoucek und Mario Roggow.

## Geschichte
Die Veranstaltungsreihe begann am 7. März 2008 mit einem Special, der Comedy Nacht an der Bremer Flaniermeile  Schlachte.
In sieben verschiedenen Bars traten an einem Abend sieben Comedians auf. Ein stilisierter Smiley diente als Markenzeichen und als Motto galt  „Bremen ist lustig“. Die Idee hinter dem Comedy Club Bremen ist, dass man als Bremer nicht nach Hamburg, Berlin oder Köln fahren muss, um einen Abend zu lachen.
Seit dem 10. April 2008 findet jeden ersten Donnerstag im Monat ein Comedy Club Abend, mit jeweils drei Comedians, in wechselnden Locations der Bremer Gastronomie statt. Bremen Vier Moderator Simon Beeck moderierte bis Juni 2011 die Comedy Club Abende, seit Januar 2012 moderiert Malte Janssen, und seit 2021 auch Tine Kuntze, beide von Radio Bremen Vier, immer im Wechsel mit dem Comedy Club Gründer und FRITZ Hausherrn Christopher Kotoucek.
Der Comedy Club Bremen fand im November 2010 im Veranstaltungstheater Fritz ein neues Zuhause. Zusätzlich ist der Comedy Club ebenso in Bremen und in Norddeutschland „on Tour“ zu sehen. Hier ist Mario Roggow, der als Comedy-Club-Moderator der ersten Stunde bereits seit der Comedy Nacht an der Schlachte 2008 mit dabei ist, Gastgeber und Moderator.
In der Comedy Talent Show haben noch unbekannte Comedians, aus Bremen und ganz Deutschland, die Chance vor großem Publikum aufzutreten und sich für den Comedy Preis, in der Kategorie Nachwuchs, zu qualifizieren.

## Comedy Preis
Einmal im Jahr verleiht der Comedy Club Bremen den Comedy Preis. Die Preise werden von den Besuchern der monatlichen Comedy Club Abende, durch Abgabe eines Stimmzettels bestimmt.
| Comedy Preis                     | Jurypreis              | Publikumspreis         | Nachwuchspreis | Ehrenpreis                       |
| -------------------------------- | ---------------------- | ---------------------- | -------------- | -------------------------------- |
| 4. Dezember 2008, Pier 2, Bremen | Wolfgang Trepper       | Ole Lehmann            | Michael Eller  | -                                |
| 4. Dezember 2009, Pier 2 Bremen  | Nils Heinrich          | Robert Louis Griesbach | Fabian Hintzen | Thomas Hermanns                  |
| 27. November 2010, Fritz Bremen  | Philip Simon           | Magic Udo              | Alain Frei     | Klaus-Jürgen Deuser              |
| 28. November 2011, Fritz Bremen  | Emmi & Herr Willnowsky | Don Clarke             | Manni Zupke    | Olli Dittrich / Hugo Egon Balder |
| 29. November 2013, Fritz Bremen  | Onkel Fisch            | Wolfgang Trepper       | Tim Becker     | Jürgen von der Lippe             |

## Gäste
Auswahl von Comedians, die im Comedy Club Bremen auftreten, in alphabetischer Ordnung:
- Don Clarke
- John Doyle
- Robert Louis Griesbach
- Nils Heinrich
- Fabian Hintzen
- Sascha Korf
- Otto Kuhnle
- Ole Lehmann
- Ingo Oschmann
- Philip Simon
- Murat Topal
- Wolfgang Trepper
- Heino Trusheim
- David Werker
- Emmi und Herr Willnowsky
- Dr. Pop
- Johannes Flöck
- Der Storb
- Luke Mockridge
- Christian Schiffer
- Abdelkarim
- Meltem Kaptan
- Lisa Feller
- Lutz von Rosenberg Lipinsky
- Marius Jung
- Dittmar Bachmann
- Ingmar Stadelmann
- Maxi Gstettenbauer
- Tahnee
- Sven Bensmann
- Thomas Schmidt
- Marcel Mann
- Heinz Gröning
- Kerim Pamuk
- Ausbilder Schmidt
- Herr Schröder
- Tamika Campbell
- Hennes Bender
- Jens Heinrich Claassen
- Benni Stark
- Roberto Capitoni
- Markus Barth
- Onkel Fisch
- Alain Frei
- Helmut Hoffmann
- Faisal Kawusi
- Özcan Coşar
- Freddy Farzadi
- Johnny Armstrong
- Gesa Dreckmann
- Kay Ray
- Christian Schulte-Loh
- Salim Samatou
- David Anschütz
- Dave Davis
- Ingo Appelt
- Andrea Volk
- Frederic Hormuth
- Chris Tall
- David Kebekus
- Murat Topal
- Nizar
- Markus Krebs
- Ill-Young Kim
- Masud Akbarzadeh
- Tobias Mann
- Tutty Tran